# Mayrig
Mayrig (Mamma) är en fransk dramafilm från 1991 av den fransk-armeniska filmskaparen Henri Verneuil. I filmen medverkar skådespelarna Claudia Cardinale och Omar Sharif.

## Handling
Mayrig handlar om en familj som överlever det armeniska folkmordet och flyr till Frankrike. 

## Om filmen
Mayrig regisserades av Henri Verneuil, som även skrev filmens manus. Jean-Claude Petit nominerades till Césarpriset för sitt arbete med filmens musik.

## Rollista (urval)
| Claudia Cardinale | – Araxi (Mayrig) |
| Omar Sharif       | – Hagop          |
| Nathalie Roussel  | – Gayane         |
| Isabelle Sadoyan  | – Anna           |
| Jacky Nercessian  | – Apkar          |